# 高エネルギー物理学

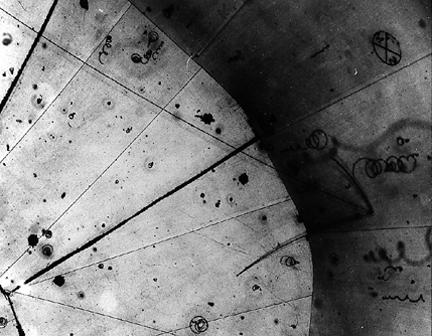
1970年に泡箱を用いて初めて観測されたニュートリノ。右側にある三本線の起点にあった陽子に衝突したニュートリノがミュー粒子に変化し、新たにパイ中間子が生まれた。

高エネルギー物理学（こうエネルギーぶつりがく）は、加速器で作られる高エネルギーを持った基本粒子の衝突反応を詳しく調べ、素粒子と呼ばれる究極の物質の構造や、その基本的相互作用について研究する分野である。

## 主な研究機関・施設
アメリカ合衆国では、スタンフォード直線加速器研究センターや国立フェルミ研究所、ブルックヘブン国立研究所などで、素粒子研究の黄金時代を築いた。
しかし、その後に計画されたSSC計画が予算を大規模に超過して中止に追い込まれた。現在は、欧州原子核研究機構や高エネルギー加速器研究機構の研究に参加を行うことと同時に、将来の国際リニアコライダー計画への参加も表明。
欧州原子核研究機構では、2008年から始まるLHC加速器を用いた7TeVの陽子・陽子衝突実験により、素粒子の標準模型に必要なヒッグス粒子が発見されることが期待されている。更に、超対称性理論などの標準模型を超える物理の検証への最初のステップが開かれる予定である。
日本では、高エネルギー加速器研究機構における世界最高強度の電子・陽電子衝突装置KEKBを使ったベル実験、つくば市から飛騨市へニュートリノを飛ばしてニュートリノ振動を検証するK2K実験など、世界的に注目される最先端の研究を実施。現在は、SPring-8やJ-PARC、RIビームファクトリーなどによって、加速器科学の応用研究まで視野に入れた取り組みにも注目が集まっている。
将来的には、アジア・欧州・アメリカまで含んだ国際リニアコライダーと呼ばれる、電子・陽電子をテラ電子ボルトレベルのエネルギーまで加速し衝突させる大型加速器の建設が検討されている。
標準模型を超える素粒子物理学の記述に方向性を与える実験には必要不可欠の加速器であるが、全ての建設費用が2007年現在の概算で一兆円程度と非常に規模が大きく、建設が実現するとしても世界で唯一の施設になると予想されている。

### 研究課題分野
- 固体物理学
- 素粒子物理学
- 原子核物理学
- 場の理論
- 統計物理学
- 宇宙論

### 装置
- 加速器
  - サイクロトロン
  - シンクロトロン

### 大型実験
- 大型ハドロン衝突型加速器 - Large Hadron Collider
- 国際リニアコライダー - International Liner Collider

### 応用技術
- 超伝導
- 放射線測定
- 放射線医療
- スーパーコンピュータ
- インターネット

### 実験装置運営機関

#### 日本国
- 理化学研究所 - 日本最初のサイクロトロンが稼動
- 京都大学 - ほぼ同じ時期に、サイクロトロンが稼動（現在は、無い）
- 高エネルギー加速器研究機構 - TRISTAN実験やKEKB実験、放射光実験などを実施
- 日本原子力研究開発機構 - Spring-8やJ-PARCの建設を実施

#### アメリカ合衆国
- ローレンス・バークレー国立研究所 - 世界最初のサイクロトロンが稼動
- ブルックヘブン国立研究所 - マンハッタン計画における、サイクロトロンが稼動
- スタンフォード線形加速器センター - 線形型加速器を運営している数少ない機関
- 国立フェルミ研究所 - TEVATRON実験など、陽子-反陽子衝突実験を実施している機関
- コーネル大学 - 学内に、国立加速器研究所を運営
- 超伝導超大型加速器 - 中止になった計画

#### ヨーロッパ連合
- ケンブリッジ大学キャベンディッシュ研究所 - 欧州最初の、サイクロトロンが稼動
- ドイツ電子シンクロトロン研究所 - HERA加速器を運用し、ZEUS測定実験を実施
- 欧州原子核研究機構 - "Conseil Européen pour la Recherche Nucléaire"から、CERNと呼ばれる。

#### ロシア連邦
- 国立加速器科学研究所 - 世界最初のシンクロトロン型粒子加速器が稼動。